# Carleton S. Coon
Carleton Stevens Coon, född 23 juni 1904 i Wakefield, Massachusetts, död 3 juni 1981 i Gloucester, Massachusetts, var en amerikansk antropolog med specialinriktning på fysisk antropologi och arkeologi.
Coon är mest känd för sina arbeten inom fysisk antropologi, där han delade in Homo sapiens i fem olika människoraser. I sin The origin of Races (1962) försökte Coon föra fram teorin att människoraserna utvecklats från Homo erectus längs fem egna människoraser. Coons teorier ansågs redan då de publicerades av vetenskapen som ohållbara.